# 60 (число)
60 (шістдеся́т) — натуральне число між 59 і 61.

## Математика
- Число 60 має 12 дільників 1, 2, 3, 4, 5, 6, 10, 12, 15, 20, 30, 60. Воно є найменшим числом, що ділиться на перші шість натуральних чисел.
- 60 є напівдосконалим числом тобто є сумою підмножини своїх дільників (наприклад 10, 20 і 30).
- 60 є сумою простих чисел близнюків (29 + 31) і чотирьох послідовних простих чисел (11 + 13 + 17 + 19).
- 60 є числом харшад.
- В геометрії в градусі є 60 мінут, а в мінуті — 60 секунд.
- 60 є добутком сторін  єгипетського трикутника.

## Система числення
60 є основою шістдесяткової системи числення, що була поширена у Вавилоні та імперії Малі.
Перший шістдесятковий знак після коми називається мінута (назва для часу: хвилина) ( ' ), другий - секунда ( " ). Раніше використовувалися назви терція ( ‴ ) для третього знака, кварта (IV) для четвертого знака, квінта (V) для п'ятого знаку і т. д.

## Наука і техніка
- 60 є атомним номером Неодиму.
- C60 — формула найпростішого фулерена.
- 60 Гц — частота змінного струму в США, Японії, Південній Кореї, Філіппінах та ін.

## Дати
60 рік, 60 рік до нашої ери

## Інше
- В одній годині є 60 хвилин. В одній хвилині — 60 секунд.
- ASCII-код символу «<»
- Міжнародний телефонний код Малайзії.